# Ferrara di Monte Baldo
Ferrara di Monte Baldo is een gemeente in de Italiaanse provincie Verona (regio Veneto) en telt 216 inwoners (31-12-2004). De oppervlakte bedraagt 26,9 km², de bevolkingsdichtheid is 8 inwoners per km².
In Ferrara di Monte Baldo zijn er geen frazione.

## Demografie
Ferrara di Monte Baldo telt ongeveer 124 huishoudens. Het aantal inwoners steeg in de periode 1991-2001 met 12,6% volgens cijfers uit de tienjaarlijkse volkstellingen van ISTAT.
| Jaar | Inwoneraantal |
| ---- | ------------- |
| 1991 | 167           |
| 2001 | 188           |

## Geografie
De gemeente ligt op ongeveer 856 m boven zeeniveau.
Ferrara di Monte Baldo grenst aan de volgende gemeenten: Avio (TN), Brentino Belluno, Brenzone, Caprino Veronese, Malcesine, San Zeno di Montagna.